# Luis Guridi García
Luis Guridi García (Madrid, 19 de juny de 1958) és un director de cinema espanyol, membre de La Cuadrilla, juntament amb Santiago Aguilar Alvear. Entre els seus treballs més famosos cal destacar Justino, un asesino de la tercera edad, Matías, juez de línea o Camera Café.

## Biografia
Luis Guridi va néixer en 1958 a Madrid i és llicenciat en Ciències de la Imatge per la Universitat Complutense de Madrid. L'any 1994 escriu i dirigeix al costat de Santiago Aguilar (sota el sobrenom de La Cuadrilla) Justino, un asesino de la tercera edad, per la qual reben 2 Premis Goya de l'Acadèmia espanyola de Cinema al seu protagonista, Saturnino García, com a actor revelació i a la millor direcció novell, així com el premi a la millor pel·lícula al Festival de Cinema de Sitges, entre d'altres. A partir d'aquest primer llargmetratge, com a membre de la Cuadrilla escriurà i dirigirà altres dos llargmetratges fins a completar la trilogia España por la puerta de atrás.
Alterna els treballs cinematogràfics a La Cuadrilla amb uns altres en solitari com la realització publicitària, amb campanyes com La canción del verano 2003 y 2004 que obté, entre d'altres, el Premi Ondas 2004 o la campanya de l'EURO 2001, Premi Europa a la millor campanya de difusió sobre l'euro. També s'ha dedicat a la direcció i realització de programes de televisió, entre els quals, pel seu ressò mediàtic, pot destacar-se el programa d'esquetxos Camera Café, la producció de petites peces per a internet, de les quals cal ressaltar Los güebones, i la producció d'obra gràfica.

## Filmografia

### Cinema

#### Llargmetratges
- Justino, un asesino de la tercera edad (1994)
- Matías, juez de línea (1996)
- Atilano presidente (1998)

#### Curtmetratges 35 mm (1984-1998)
- Cupido se enamora (1984)
- Un gobernador huracanado (1985)
- Pez... (1985)
- Shh... (1986)
- Tarta tarta hey (1987)
- La hija de Fúmanchú 72 (1990)
- Justino se va de farra (1998)

#### Curtmetratges super 8
- Prop de 35 curtmetratges rodats en format super 8 entre els anys 1985 i 1990

## Publicitat
Entre els anys 1994 i 2006 realitza un bon nombre de peces publicitàries per a la productora Strange fruit, primer i per a la productora Nine to five després. De totes elles, per la seva rellevància sobresurten:
- 2004 i 2005 - Campanya ONCE; "Canciones de verano" (Les tapitas, la cremita, etc).
- 2001 - Campanya de l'Euro; La família García presenta l'Euro a Espanya.
- 1995 - Sòlid Jeans; Fotoràpid per a Strange Fruit.
- 2005 - Burgo de Arias; Gent salada. Mercedes Lucuriga reinterpreta a Chenoa.
- 2005 - Campanya Movistar; Campionat de mus on-line

## Televisió
- 1993 - Esto se anima. Càmares ocultes per Antena 3.
- 1994-1995 - Demostracions per al programa Lo que necesitas es amor (Videomedia) d'Antena 3.
- 2000-2002 - Canalone (Videomedia) prl programa Lo + plus de Canal+.
- 2003 - Por fin es viernes (Luc Banana), peces curtes per Antena 3.
- 2005-2009 - Camera Café (Magnolia) per Telecinco.
- 2009 - ¡Fibrilando! (Magnolia) per Telecinco.
- 2010 - La isla de los nominados per Cuatro[3]

## Internet
- 2002 - Los güebones, per encàrrec de plus.es.
- 2004 - Cocacola;Màrqueting viral per a la campanya estival.
- 2004 - Jazztel; Màrqueting Viral per a promoció de tarifa plana.

## Llibres i publicacions
Com a integrant de la Cuadrilla, es publiquen tres llibres: Un de guions i altres dos de caràcter autobiogràfic del grup.
- 2006 - Lo mejor de Camera café. Santillana.

## Obra gràfica
Des de l'any 2001 fins a l'actualitat, fa treballs per encàrrec de disseny gràfic per a diverses empreses de publicitat, alternant-los amb treballs de creació pròpia que exposa i presenta en diverses galeries i sales a Madrid, Vigo i Sant Sebastià.

## Premis
Medalles del Cercle d'Escriptors Cinematogràfics
| Any  | Categoria       | Pel·lícula                             | Resultat   |
| ---- | --------------- | -------------------------------------- | ---------- |
| 1994 | Premi revelació | Justino, un asesino de la tercera edad | Guanyadors |

Premis Goya
| Any       | Categoria              | Pel·lícula                             | Resultat  |
| --------- | ---------------------- | -------------------------------------- | --------- |
| IX edició | Millor director novell | Justino, un asesino de la tercera edad | Guanyador |